# 阿佩喬尼奏鳴曲
為阿佩喬尼琴和鋼琴所作的a小調奏鳴曲，簡稱阿佩喬尼奏鳴曲，是舒伯特於1824年11月譜於維也納的一部室內樂作品，編號D.821。它是歷史上阿佩喬尼琴僅有的兩首曲目之一；此樂器結構類似維奧爾琴，指板上有琴格，六根弦的空弦音高和吉它等同，但是琴頸在橫向上有外凸的弧形，可由弓弦拉奏發聲。由於現在已經極少有人用阿佩喬尼琴演奏音樂，這部作品的錄音和演出大部分是由大提琴家和鋼琴家協作完成的。
阿佩喬尼奏鳴曲和著名的死亡與少女四重奏屬同一時期作品。當時舒伯特的梅毒症狀加劇，精神上亦遭受抑鬱發作之苦。1823年，阿佩喬尼琴剛剛問世，舒伯特有一位好友維森茨·舒斯特爾是一個技巧高超的大提琴家，同時也在大力推廣阿佩喬尼琴，這部奏鳴曲很可能就是他委任舒伯特創作的；然則在它1871年首版之時，人們對阿佩喬尼琴的短暫興趣早已成為歷史。
儘管如此，仍有如下幾位音樂家用本真樂器錄過這部作品：
- Klaus Storck及Alfons Kontarsky，1974年為DG所錄；
- Alfred Lessing及Jozef de Beenhouwer，2000到2001年為Ars Produktion所錄；
- Nicolas Deletaille及保罗·巴杜拉-斯科达，2006到2007年為Fuga Libera所錄。

## 樂章結構
阿佩喬尼奏鳴曲是典型的三樂章結構：
- 第一樂章：a小調，4/4拍，中速的快板；
- 第二樂章：E大調，3/4拍，柔板；
- 第三樂章：A大調-D小調-A大調-E大調-a小調-A大調，2/4拍，稍快板。

## 著名的改編版本
- 加斯帕尔·卡萨多改編的A大調大提琴協奏曲
- Göran Söllscher（英语：Göran Söllscher）改編的小提琴和吉它版

## 外部連結
- 《阿佩喬尼奏鳴曲》：国际乐谱典藏计划上的乐谱